# بخش مرکزی شهرستان سنقر
بخش مرکزی شهرستان سُنْقُر یکی از بخشهای تابع شهرستان سنقر در استان کرمانشاه در غرب ایران است.

## تقسیمات کشوری
- بخش مرکزی
  - دهستان آب‌باریک
  - دهستان سراب
  - دهستان پارسینه

شهرها: سنقر

## جمعیت
بنابر سرشماری مرکز آمار ایران، جمعیت بخش مرکزی شهرستان سنقر در سال ۱۳۸۵ برابر با ۸۰۹۵۵ نفر بوده است.